# Уиллемс, Стефани
Стефани Уиллемс (англ. Stephanie Willemse) — фотомодель, победительница конкурса Мисс Шотландия 2008, представляла свою страну на конкурсе Мисс Мира 2008, проходившего в ЮАР.

## Биография
Стефани выросла в Глазго. После окончания высшего образования работает моделью на международном уровне, участвовала на New York Fashion week. 28 мая 2008 года она завоевала титул Мисс Шотландия 2008, что позволило ей принять участие на конкурсе Мисс Мира 2008, который проходил в декабре 2008 года в ЮАР, на котором она не вышла в полуфинал.